# América de Cali
A América de Cali S. A., conhecida popularmente como América de Cáli, é um clube de futebol da Colômbia, um dos mais importantes e populares times do país, com sede na cidade de Cáli. O América foi criado em 21 de dezembro de 1918, porém oficialmente só foi fundado como um clube de futebol em 13 de fevereiro de 1927.
Com quinze conquistas é uma das agremiações que mais conquistaram o Campeonato Colombiano na história. Internacionalmente tem como maiores destaques quatro vice-campeonatos da Taça Libertadores, um título da Copa Merconorte em 1999 e um da Copa Simón Bolívar em 1975.
No Ranking Mundial de Clubes da Federação Internacional de História e Estatísticas de Futebol (IFFHS), o América é o único time colombiano que já figurou em segundo lugar. No mesmo ranking, de 1990 a 2009, o América ficou em 37º, ainda como melhor time da Colômbia.
Em 2009, a organização publicou uma lista chamada "Century Club da América do Sul", para saber as melhores equipes do século XX na América do Sul em torneios internacionais. O América é o número nove da lista, o clube colombiano melhor colocado. Na hierarquia da CONMEBOL, atualizado em 2005, é a segunda melhor agremiação da Colômbia, só superada pelo Atlético Nacional. A mesma entidade aponta o América como o melhor clube colombiano da história da Copa Libertadores no Século XX.
Junto com o Deportivo Cáli, disputa o Classico Vallecaucano, o Dérbi de Cáli. Ele também joga grandes clássicos nacionais contra o Millonarios e o Atletico Nacional, além dos clássicos vermelhos contra o Santa Fe e o Medellín.

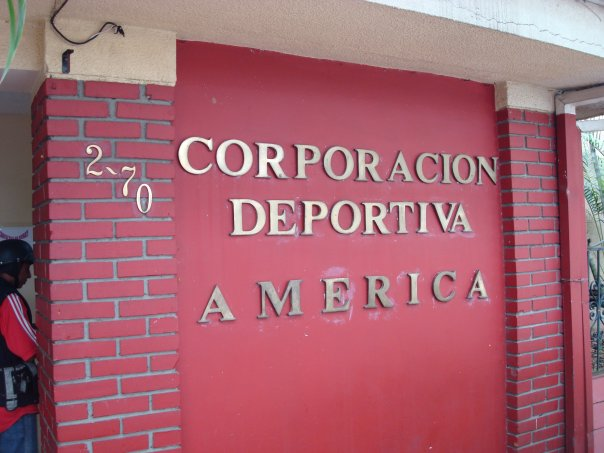
Parte exterior da sede administrativa.

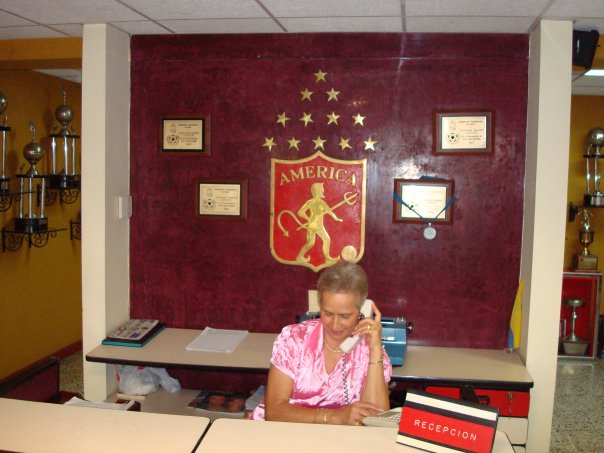
Parte interior da sede administrativa.

## História

### Inicios
O clube foi criado em 21 de dezembro de 1918, e meses depois, no dia 3 de agosto de 1919, o América Football Club derrotou uma equipe Latina por 3-0 na Copa Centenário Batalha de Boyacá.
Eem 1923, vários ex-jogadores do clube formaram o Club Racing, nome pelo qual a equipe adotou as cores do seu homónimo argentino. Anos mais tarde mudaram seu nome para Independiente e começaram a usar o uniforme nas cores vermelho e azul. O Club Racing e o Independiente foram os clubes percursores do América.
O registro oficial da criação do clubes é o dia 13 de fevereiro de 1927 como o dia oficial da criação do América de Cáli, e em 2007 a instituição comemorou oficialmente os seus 80 anos.

### Nomes e cores
O nome do time nasceu de um pequeno comentário sem importância feito pelo capitão da seleção uruguaia de 1924. "Um bom nome para um conjunto é América", se manifestou o capitão da celeste uruguaia, desde então, é como se chama o clube de Cáli. E também uma publicação do El Gráfico onde o comentário do cronista, "Os negros do América aparecem uns Diabos Vermelhos...", causou uma impressão especial e a partir desse momento a equipe começou a se vestir totalmente de vermelho.

## Profissionalismo

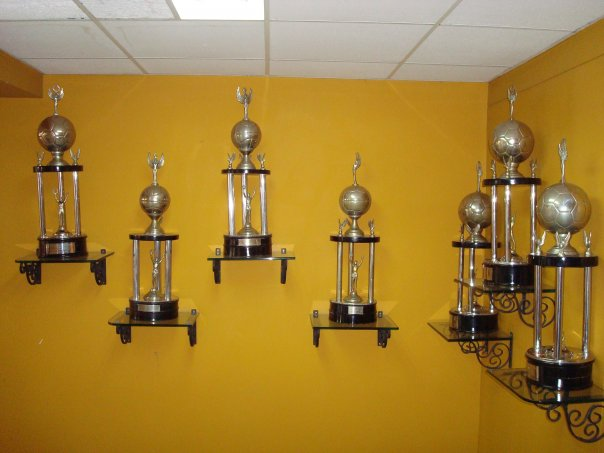
Alguns troféus da Copa Mustang dos anos 1980 e 1990

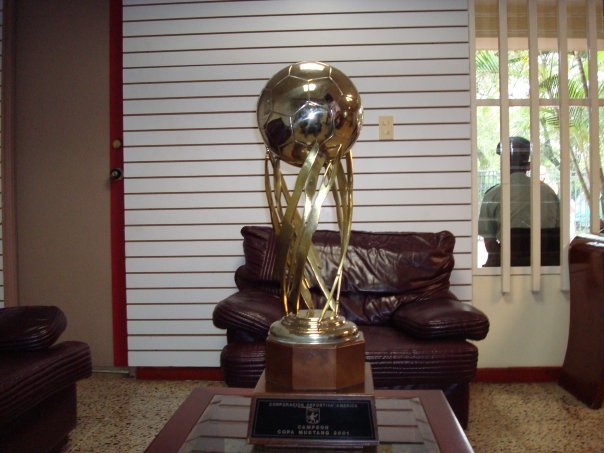
Troféu da Copa Mustang de 2001

### Década de 1940
Durante a década de 1940, o América deixou de ser um time popular do Vale do Cauca, para se tornar um dos clubes mais prestigiados e organizados em todo o país como equipes como o Boca Juniors de Cali e os representantes de Barranquilla e Bogotá.

### Década de 1950
Os anos 1950 foi o mais difícil na história do clube. A situação económica de muitos clubes na renda nacional não era ideal, devido aos altos salários pagos para jogadores que entraram no país desde 1949. A situação piorou em 1951, depois que se firmou o pacto de Lima, um documento que exigia que às equipes devolvessem os estrangeiros para retornar as equipes de origem, permitindo que a FIFA voltasse atrás em sua decisão de se retirar da Colômbia. A ausência de nomes brilhantes e a superioridade evidente do Millonarios de Bogotá para os outros concorrentes, acabou por afastar os fãs dos estádios.
O América não estava imune a estes tempos difíceis, e por razões económicas, estava ausente do torneio de 1953. Foi também um momento difícil em termos de resultados. A melhor época desta década foi um sexto lugar no campeonato profissional de 1952.
Entre 1954 e 1959, a equipe vagou entre os piores resultados, com os piores desempenhos de 1958 e 1959 quando ele estava na última posição. Notavelmente, em 1959, o América estava prestes a não participar no torneio, mas o reaparecimento do Deportivo Cáli, o outro time da cidade após o desaparecimento do Boca Juniors, incentivou Pedro Sellares, presidente da época, a colocar o clube no campeonato.

### Década de 1960
Embora a década teve um início promissor, os anos 1960 para o América era outro tempo que decorria entre boas e regulares campanhas. Desta década incluem os 2 vice-campeonatos e um terceiro lugar, além de dois títulos nacionais ganhos pela Equipe de Reservas de 1966 e 1967.

### Década de 1970
Os anos 1970 significaria o início da época de ouro para o América. Realizações como o primeiro título do Campeonato Colombiano de Futebol, a primeira participação na Copa Libertadores e do primeiro título internacional da Copa Simón Bolívar (embora neste torneio não foi reconhecido pela FIFA), chegaram, mas é claro que o início da década era regular, e que os melhores resultados vieram no final do mesmo.

### Década de 1980
O anos de 1980 é, sem dúvida um dos mais bem sucedidos do América de Cáli, que se estabeleceu como um dos maiores times do país e do continente. O América ganhou cinco títulos nacionais consecutivos (1982 - 1986) e 3 vices consecutivos da Copa Libertadores, em 1985, 1986 e 1987. Sua pior figuração no torneio nacional foi a terceira colocação, trouxe também algumas das maiores estrelas que o futebol colombiano jà teve e formou uma das folhas de pagamento mais caras do continente.

### Década de 1990
Os anos de 1990 também foram muito bem sucedidos para o América de Cáli, que nesta década foram conquistados 3 campeonatos Nacionais (1990, 1992 e 1997), 3 vice-campeonatos (1991, 1995 e 1999), um vice da Copa Libertadores em 1996 e o primeiro título internacional, a Copa Merconorte em 1999. Com essas conquistas, o América iniciou uma nova década de sucesso.

### Anos 2000
O novo milênio tem sido um momento de contraste para o América. Embora a equipe tenha conseguido grandes feitos (incluindo 4 títulos -2000, 2001, 2002-I, 2008-II, 1 vice 2008-I e participações em torneios internacionais, especialmente no início do milênio), a organização continua em uma profunda crise econômica, em grande parte devido às restrições sobre a lista de Clinton, que teve repercussões nos esportes (fazendo com que o América declinasse em 2007 e começasse com uma pontuação muito baixa em 2010). O principal ponto forte da equipe americana tem sido a sua base, na qual surgiram jogadores que foram significativos nas várias campanhas americanas em toda a primeira década do novo milênio.

### Década de 2010
Em 2011, o América começou a temporada com a segunda menor média cumulativa para o torneio da Primeira Divisão, o que significava que tinha que jogar uma série de promoção contra o vice-campeão da Segunda Divisão. Esta tendência continuou até o final da temporada de 2011, e apesar de o América se classificou para as fases finais da Liga, onde perdeu nas quartas de final contra o Once Caldas, teve que jogar a série contra o Patriotas de Tunja, vice-campeão da Segunda Divisão. Ambas partidas em Tunja e Cali terminaram empatadas 1-1, forçando para definir com uma série de pênaltis. Após 5 lances para cada equipe, Patriotas ganhou a série 4-3, garantindo assim a sua promoção para a primeira divisão pela primeira vez em sua história, e o América depois de 58 anos ininterruptos na Primeira Divisão, e pela primeira vez em seus 84 anos de vida institucional, desce para a Segunda Divisão.
Em 2016, o América volta a elite do futebol colombiano depois de passar cinco anos na Segunda Divisão após vencer o Deportes Quindio por 2 a 1.

## Uniforme

### Uniformes atuais
- Primeiro uniforme : camisa  vermelha, calção e meias vermelhas;
- Segundo uniforme : camisa branca, calção e meias brancas;
- Terceiro uniforme : camisa preta, calção e meias pretas.

| Primeiro Uniforme | Segundo Uniforme | Terceiro Uniforme |

### Uniforme titular
Quanto à cor vermelha é importante notar que, segundo relatos históricos recuperados, o América em seu inicio adotou as cores azul e branco, correspondendo ao Racing Club, da Argentina e, posteriormente, utilizou o vermelho e azul. Quando vou a chamar-se América foi definida como primeiro uniforme camisa vermelha e calção branco, esse uniforme foi usado de 1927 a 1931.
Em 1931 e após um jogo de basquete em Barranquilla, testemunhado pelo secretário da delegação, Hernando Lenis, entre o União da Colômbia e os Diabos Vermelhos, com o uniforme normal, o  América aprovou o novo tom que combinava com o apelido que tinha. Desde aquela época, o América mantém o vermelho completo alternando e apenas para o uniforme alternativo, branco, quando exigido pelo regulamento.
| 1985 | 1986-1987 | 1993 | 1994 | 1995-1996 |  |

| 1997-1998 | 2000 | 2001 | 2002 | 2003 |  |

| 2004-2007] | 2008 | 2009 | 2009 II | Cores do Time · Cores do Time · Cores do Time · Cores do Time · Cores do Time | 2010 |  |

### Uniforme alternativo
Ao longo da história o América de Cali teve vários uniformes alternativos, principalmente branco com vermelho vivo, embora tenha vindo a usar outras cores, como preto ou azul. O primeiro uniforme alternativo lembrado, consiste em calção vermelho e camiseta branca. Em alguns torneios nos anos 1940 e 1950, utilizaram alguns modelos comemorativos, incluindo um semelhante ao alternativo da seleção (branco com uma listra vermelha para baixo da esquerda para a direita e calções vermelhos).
Em 1958, a equipe usou um uniforme semelhante ao do Racing, da Argentina, em homenagem ao primeiro uniforme da equipe. Em meados de 2006 foi utilizado o uniforme preto com emblemas de alguns patrocinadores, mas apenas utilizado durante algumas datas do Apertura, o uniforme é agora a segunda alternativa.
| 1985 | 1986-1987 | 1993 | 1994 | 1995-1996 |  |

| 1997-1998 | 2000 | 2001 | 2002 | 2003 |  |

| 2004-2007 | 2008 | 2009 | 2009 | 2009 | 2010 |  |

## Escudo

O primeiro escudo do clube, tirado de uma foto de 1938.

O primeiro escudo do clube, quando o futebol na Colômbia estava apenas começando com clubes amadores, era conhecido em meados dos anos 30, este escudo era o mapa da América do Sul em referência ao nome do time que se estabeleceu como América FC, foi usado até 1939.
O escudo com o diabo que identifica o clube surgiu em 1940 como um símbolo de atores partindo do tempo demonstrando que os jogadores americanos jogavam como verdadeiro inferno na quadra. Durante os doze anos que passou o tecnico Gabriel Ochoa Uribe no América, o escudo com o diabo sempre foi inconveniente para o misticismo que ele mostrava. Portanto, os uniformes tiveram apenas as estrelas que correspondia os campeonatos vencidos.
Durante os 70 anos do clube, em 1997, decidiram recuperar o diabo para os escudos dos uniformes de jogo. A partir dessa data foi completamente banida o sentido mal que muitas pessoas davam e é considerado meramente figurativo.
Em 2007, para comemorar os 80 anos do clube foi temporariamente substituído o logotipo do diabo pelo logotipo dos oitenta anos em ouro, no fundo foram colocados os anos 1927-2007 e as estrelas do topo para os doze títulos nacionais que o clube tinha na época. Em 2008, o escudo voltou a mostrar somente o nome do América, com as doze estrelas, e após o título alcançado na Copa Mustang 2008-II, foi acrescentada mais uma estrela no escudo para completar a treze estrelas que possui atualmente o clube.
Em 2010, a empresa colombiana de produtos esportivos e têxteis Saeta, firmou com o clube como novo patrocinador e fabricante do vestuário da equipe, e nas suas inovações, nos novos uniformes, voltou com o clássico escudo com o diabo e as treze estrelas de branco em cima.

## Estádio
O América de Cali joga no Estádio Pascual Guerrero, da Universidad del Valle, com capacidade para mais de 37.000 espectadores, localizado no bairro da capital San Fernando, onde teve grande conquistas como um dos maiores clubes da Colômbia e da América do Sul. 
Devido à reparos no estádio Pascual Guerrero, em Cáli, o América jogou os jogos da Copa Libertadores da América de 2000 no Estádio Nemesio Camacho El Campin de Bogotá.

## Clássicos e Rivalidades

### Clásico vallecaucano

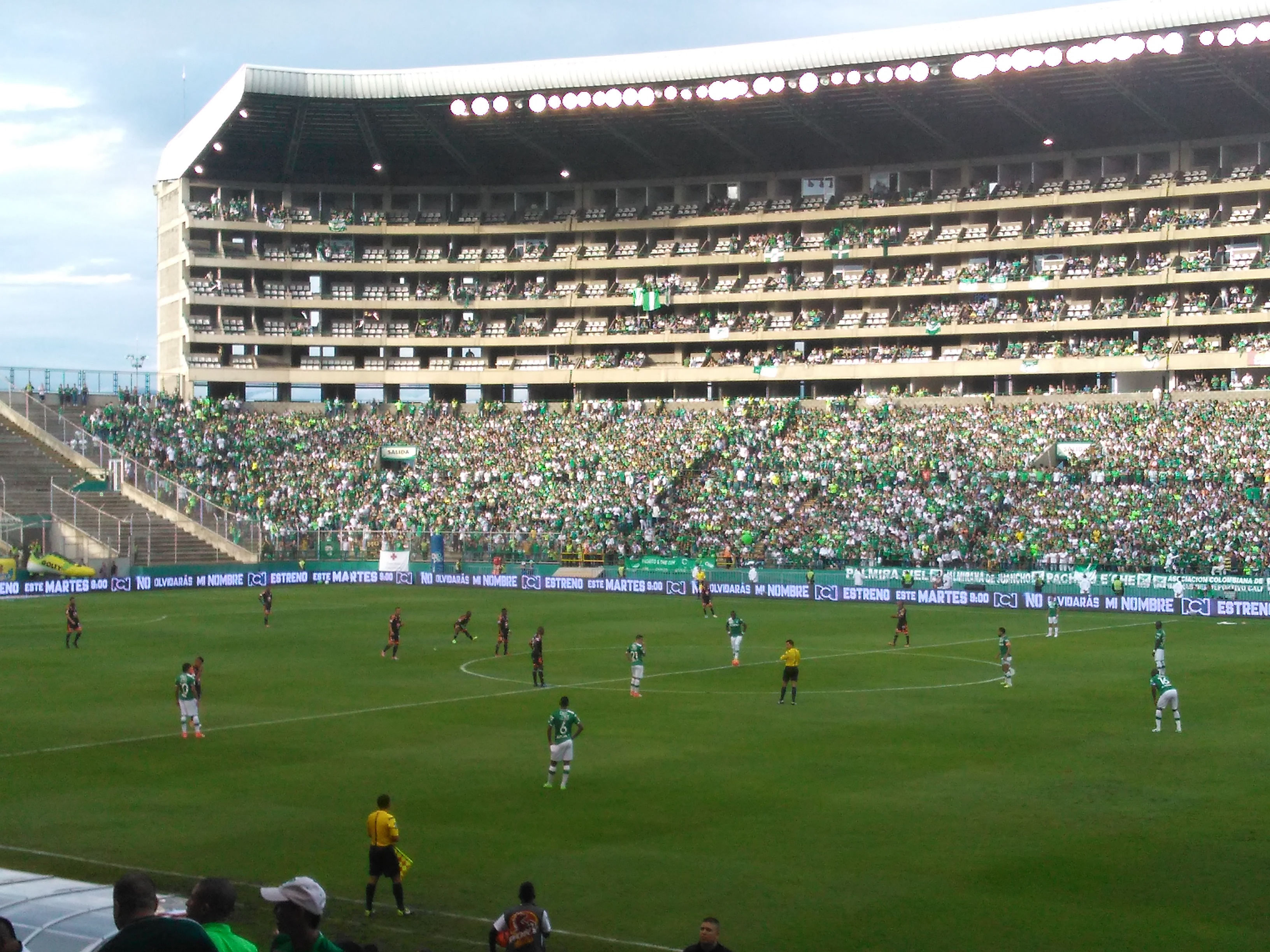
O clássico Vallecaucano em 2017.

O clássico vallecaucano (América de Cáli versus Deportivo Cáli, o mais jogado na história do futebol colombiano) mostra Cáli como uma das cidades de maior tradição no futebol do país, graças ao título conquistado recentemente pelo América de Cáli no torneio de 2020. As duas equipes na cidade, somam um total de 25 títulos, um a mais do que suas contrapartes em Bogotá (Millonarios e Santa Fé). As primeiras informações que temos do clássico é a final de um torneio departamental em 1931, em que o América bateu o Deportivo em 2-1, mas o árbitro decidiu anular os 2 gols do América por supostos impedimentos. O América  foi destituído do título, que declara vencedor o Deportivo por 1-0. Em protesto, dirigentes do América publicaram alguns panfletos contra a arbitragem e foram posteriormente suspenso de toda a competição regional durante um ano. assim, seus diretores decidiram fazer uma primeira turnê por todo o país, em que nenhuma equipe tinha feito até então. O América obteve o pentacampeonato (quinto consecutivo), em 1986 e mais um título em 1992 contra o Deportivo Cáli. Até agora, 268 clássicos foram jogados, o Deportivo ganhou 97 e o América 84, empataram em 87 ocasiões. Na década de 90, o América e o Deportivo se encontraram 60 vezes. Os Diabos Vermelhos ganharam em 24 ocasiões contra 13 vitorias do Alvi-verde. Houve 23 empates.  Agora os clássicos atrai entre 40 e 45 mil torcedores no Estádio Guerrero Pascual.

### América de Cali versus Atlético Nacional

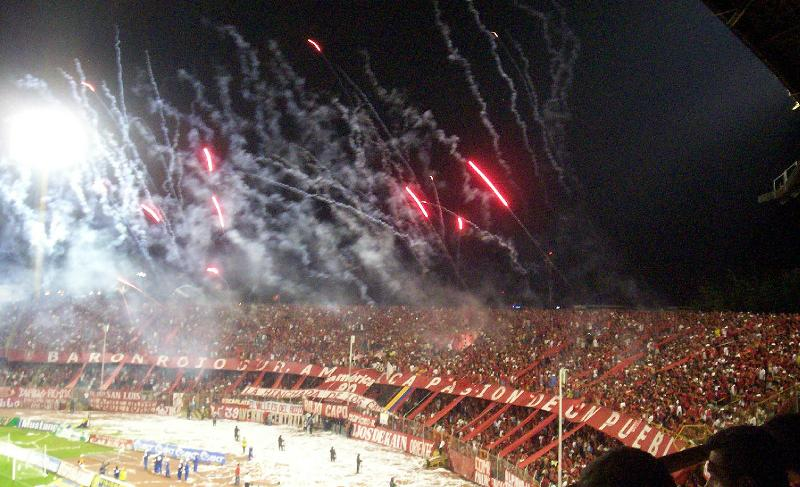
Torcida em clássico contra o Atlético Nacional em 2007

Este é um dos maiores clássicos do futebol colombiano, pois juntos conquistaram 32 títulos do Campeonato Colombiano. Este confronto de dados recentes tem relevância para o fato de, desde 1979, quando o América ganhou o seu primeiro título, as duas equipes jogaram até agora em mais de 15 finais (antes, a final era disputada entre as várias equipes).
A mais recente final entre estas duas equipes foi no primeiro torneio de 2002, onde o América conquistou seu décimo segundo títulos como visitante na cidade de Medellín. Em 1991, pela primeira vez se enfrentaram na Copa Libertadores e os confrontos até agora deixaram Bessa competição um saldo de 6 vitórias vermelhas, 4 alvirrubras e um empate, além de terem se confrontado em outras competições da Conmebol.

### América de Cali versus Millonarios
É um outro grande clássico nacional, porque entre as duas equipes se soma 30 títulos nacionais e têm uma grande torcida em todo o país. Uma longa história de ambas as equipas são um forte apoio para mostrar que estas equipes fornecem quando eles se enfrentam, quer no Estádio El Campín, em Bogotá ou no Estádio Pascual Guerrero em Cáli. O clássico começou a ter força a partir do final dos anos 1970, quando o América ganhou o seu primeiro título nacional e cresceu durante os anos 1980, onde o time vermelho ganhou 5 títulos consecutivos e os Millonarios apenas 2 no final da década. No campeonato de 1982, o América venceu o Millonarios e deu a volta olímpica no Estádio El Campín na última jornada do octogonal, para conquistar o segundo título da sua história e impedir que o Deportes Tolima, que era o time perseguidor na tabela desse a volta por cima. Em 1987, o Millonarios venceu o campeonato e conquistou sua 12ª estrela, deixando o América como vice-campeão, encerrando a série de cinco títulos consecutivos do time vermelho. Foi o grande clássico nacional dos anos 1980, porque o paralisava o país inteiro. Curiosamente, dos 10 títulos da década de 1980, 7 são partilhados entre estas duas equipas, 5 para o América e 2 para o Millonarios. Além, que os dois times foram os que disputaram lado a lado o título de 1989, um torneio que, eventualmente, foi cancelado.

## Torcida
As primeiras barra bravas da equipe americana surgiram na década de 70. Algumas destas foram a "Estrella Roja" e "Sentimiento Rojo". Vários desses ainda existem, e estão localizados na parte superior da arquibancada leste do Estadio .
Em dezembro de 1991 veio a "La Furia Roja", que foi composta predominantemente por adultos dos bairros populares de Cáli e caracteriza-se por suas longas jornadas por todo o país.
Para 1997, um grupo de jovens de Cáli, formaram a maior barra brava do América, o "Barón Rojo Sur". Desde seu início, tem sido caracterizada por contrair a ideia da La Furia Roja, para acompanhar a equipe em suas viagens, e sua grande adesão a nível nacional e internacional (cidades como Nova York, Nova Jersey, Atlanta e Miami) tornou o grupo de fãs vermelhos com o maior número de membros.
Grande variedade de canções foram compostas por integrantes do Barón Rojo, modelado em faixas existentes de músicas de diferentes estilos musicais. O mais recente álbum do Barón Rojo foi lançado em meados de 2007, intitulado "La Cumbia del Vermelho" e foi bem aceito pelos fanaticos americanos. Como o próprio nome indica, está localizada no sul da arquibancada do Estádio Pascual Guerrero, em Cáli.
Outra grande barra do América é "Disturbio Rojo" de Bogotá, fundada no final de 1994. Viajou com a equipe na disputa da Copa Libertadores em 2000, onde serviu como local o Estadio El Campin. Normalmente, a Disturbio Rojo acompanha a equipe nas visitas à cidade de Bogotá, além de viajar constantemente para diferentes cidades onde jogam.

## Títulos
| HONRARIAS       | HONRARIAS                                               | HONRARIAS | HONRARIAS                                                                                            |
|                 | Competição                                              | Títulos   | Temporadas                                                                                           |
| --------------- | ------------------------------------------------------- | --------- | --- |
|                 | Clube Clássico FIFA                                     | 1         | 2014                                                                                                 |
|                 | 1º Melhor Clube Colombiano do Século XX da IFFHS        | 1         | 2009                                                                                                 |
|                 | 37º Maior Clube de Todos os Tempos da IFFHS             | 1         | 2009                                                                                                 |
|                 | 2º Melhor Clube do Mundo                                | 1         | 1996                                                                                                 |
|                 | Pentacampeão                                            | 1         | 1982 a 1986                                                                                          |
|                 | 09º Maior Clube da América do Sul do Século XX da IFFHS | 1         | 1901 a 2000                                                                                          |
| CONTINENTAIS    |                                                         |           | |
|                 | Competição                                              | Títulos   | Temporadas                                                                                           |
|                 | Copa Merconorte                                         | 1         | 1999                                                                                                 |
| INTERNACIONAIS  |                                                         |           | |
|                 | Competição                                              | Títulos   | Temporadas                                                                                           |
|                 | Copa Simón Bolívar                                      | 1         | 1975                                                                                                 |
| NACIONAIS       |                                                         |           | |
|                 | Competição                                              | Títulos   | Temporadas                                                                                           |
|                 | Campeonato Colombiano                                   | 15        | 1979, 1982, 1983, 1984, 1985, 1986, 1990, 1992, 1996-97, 2000, 2001, 2002-I, 2008-II, 2019-II e 2020 |
|                 | Campeonato Colombiano de Primera B                      | 1         | 2016                                                                                                 |
|                 | Torneio Apertura da Primera B                           | 1         | 2012                                                                                                 |
| REGIONAIS       |                                                         |           | |
|                 | Competição                                              | Títulos   | Temporadas                                                                                           |
| Valle del Cauca | Primera Categoría Departamental                         | 7         | 1931, 1932, 1933, 1934, 1935, 1939 e 1940                                                            |
| Valle del Cauca | Segunda Categoría Departamental                         | 2         | 1927 e 1930                                                                                          |
| Valle del Cauca | Copa Centenario Batalla de Boyacá                       | 1         | 1919                                                                                                 |
| TOTAL           |                                                         |           | |
|                 | Conquistas                                              | Títulos   | Categorias                                                                                           |
|                 | Total:                                                  | 29        | Continentais; Nacionais; & Regionais                                                                 |

### Torneios Amistosos
- Trofeo de la Colonia Americana:	1943
- Trofeo del Consulado Peruano 1947
- Copa Gobernación del Valle: 1979
- Cuadrangular Internacional Cali-Pereira: 1980
- Copa Osvaldo Juan Zubeldía: 1982
- Copa 450 Años de Cali:	1986.
- Trofeo Banco de Crédito e Inversiones: 1986
- Copa Municipio de Andalucía: 1998
- Torneio Viña del Mar: 2000
- Copa SKY: 2001
- Copa Cafam: 2008 e 2011
- Copa Ciudad de Antofagasta: 2013
- Copa Campeones de América:	2016
- Copa Ilustre Municipalidad de Chillán: 2016
- Copa Independencia: 2018
- Copa de Gigantes de América: 2019
- Torneo ESPN: 2020

### Categorias de base
- Torneio Colombiano de Reservas: 5

(1966, 1967, 1981, 2003 e 2004)
- Primera C:

(1996 e 1998)
- Copa El País: Reservas 4

(2006, 2007, 2009 e 2011)

## Campanhas de destaque
- Vice-Campeão da Copa Libertadores: 1985, 1986, 1987, 1996.

## Presidentes ao longo do tempo

### Era Amadora
- 1927-1930 • Hernán Zamorano
- 1931-1934 • Luís Cárdenas
- 1935-1937 • Hernando Lenis
- 1938-1939 • Rafael Martínez
- 1940 • Guillermo Sandoval
- 1941 • Carlos Suárez
- 1942-1943 • Alfonso Fernández
- 1944 • Jesús Flórez
- 1945-1947 • Luis Valdez
- 1947 • Guillermo Zamorano

### Era Profissional
- 1948 • Humberto Fernández
- 1949 • Manuel Valencia
- 1950 • Luís Cárdenas
- 1951-1955 • Manuel Valencia
- 1956-1964 • Pedro Sellares
- 1961 • Gustavo Valdés
- 1965 • Jorge Rengifo
- 1966 • Gonzalo Zambrano
- 1966-1973 • Alberto Anzola
- 1974-1975 • Juan Guerrero
- 1976-1978 • Ricardo Ocampo
- 1979-1986 • José Sanguiovanni
- 1987-1991 • Juan Bellini
- 1993-1994 • Pedro Chang
- 1994-1996 • Álvaro Castro
- 1996-2009 • Carlos Puente
- 2009-2011 • Álvaro Yanci
- 2011-2012 • Carlos Andrade
- 2012 • Oreste Sanguiovanni

## Futebolistas

### Mais Gols
| Nome             | Gols | País       |
| ---------------- | ---- | ---------- |
| Antony Ávila     | 201  | Colombiano |
| Jorge Cáceres    | 135  | Argentino  |
| Juan Battaglia   | 93   | Paraguaio  |
| Armando Torres   | 90   | Colombiano |
| Orlando Maturana | 74   | Colombiano |
| Alex Escobar     | 73   | Colombiano |
| Jairo Castillo   | 73   | Colombiano |
| Camilo Cervino   | 65   | Argentina  |
| Jorge Silva      | 65   | Argentina  |
| Leonardo Moreno  | 64   | Colombia   |
| Julio Aragon     | 60   | Colombia   |
| Victor Lugo      | 59   | Colombia   |
| Ricardo Gareca   | 57   | Argentina  |
| Julio Sanlorenzo | 53   | Argentina  |
| Gilberto Cuero   | 52   | Colombia   |
| Willington Ortiz | 50   | Colombia   |

### Mais Partidas
| Nome              | Partidas disputadas | País       |
| ----------------- | ------------------- | ---------- |
| Alexander Escobar | 505                 | Colombiano |
| Antony Ávila      | 483                 | Colombiano |
| Luis Reyes        | 396                 | Colombiano |
| Gilberto Cuero    | 389                 | Colombiano |
| Julio Falcioni    | 376                 | Argentino  |
| Hugo Valencia     | 357                 | Colombiano |
| Juan Battaglia    | 353                 | Paraguayo  |
| Gabriel Chaparro  | 340                 | Colombiano |
| Víctor Lugo       | 325                 | Colombiano |
| Gerardo Aquino    | 312                 | Paraguayo  |
| Foad Maziri       | 312                 | Colombiano |
| Wilmer Cabrera    | 301                 | Colombiano |
| Carlos Riascos    | 284                 | Colombiano |
| James Cardona     | 278                 | Colombiano |
| Jorge Cáceres     | 270                 | Argentino  |
| Víctor Espinoza   | 261                 | Colombiano |